# Élections générales espagnoles de 2011 en Navarre
Les élections générales espagnoles de 2011 (en espagnol : Elecciones generales de España de 2011) se sont tenues le dimanche 20 novembre 2011 afin d'élire les 350 députés et 208 des 266 sénateurs de la Xe législature des Cortes Generales. 5 députés sont élus en Navarre.

## Résultats

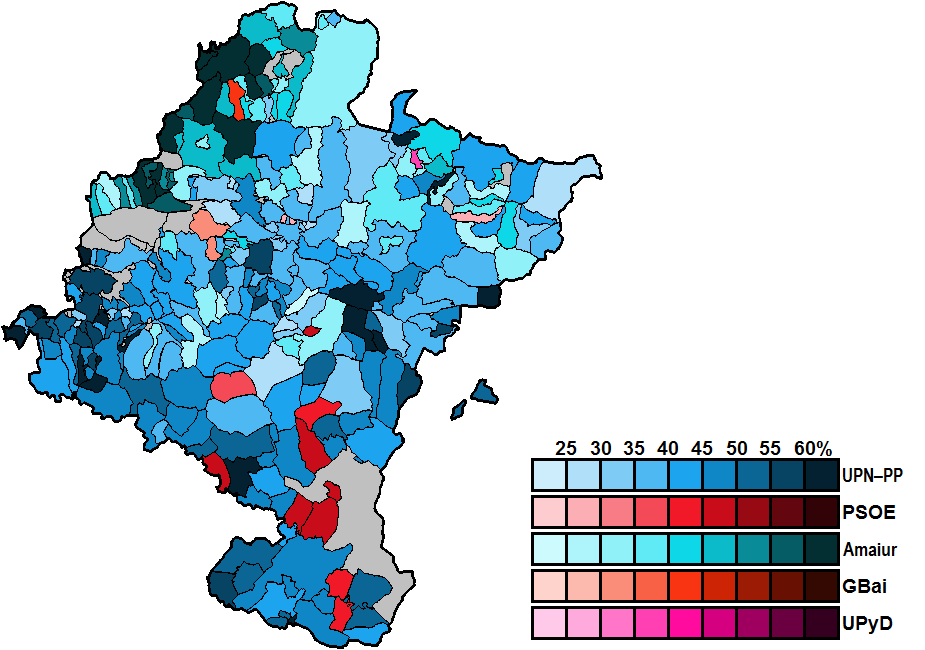
Résultats par commune.

| Parti                  | Parti                                              | Voix    | %     | +/-   | Sièges | +/-           |
| ---------------------- | -------------------------------------------------- | ------- | ----- | ----- | ------ | ------------- |
|                        | Liste commune UPN-PP                               | 126 516 | 38,21 | 1,01  | 2      | en stagnation |
|                        | Parti socialiste ouvrier espagnol (PSOE)           | 72 892  | 22,02 | 12,74 | 1      | 1             |
|                        | Amaiur                                             | 49 208  | 14,86 | Nv.   | 1      | 1             |
|                        | Geroa Bai (GBai)                                   | 42 415  | 12,81 | 5,58  | 1      | en stagnation |
|                        | Gauche plurielle (I-E)                             | 18 251  | 5,51  | 2,24  | 0      | en stagnation |
|                        | Union, progrès et démocratie (UPyD)                | 6 829   | 2,06  | 1,29  | 0      | en stagnation |
|                        | Equo                                               | 3 656   | 1,10  | Nv.   | 0      | en stagnation |
|                        | Parti pirate (Pirata)                              | 1 804   | 0,54  | Nv.   | 0      | en stagnation |
|                        | Pour un monde + juste (PUM+J)                      | 1 393   | 0,42  | 0,25  | 0      | en stagnation |
|                        | Solidarité et autogestion internationaliste (SAIn) | 1 061   | 0,32  | 0,21  | 0      | en stagnation |
|                        | Unification communiste de l'Espagne (UCE)          | 353     | 0,11  | Nv.   | 0      | en stagnation |
|                        | Droite navarraise et espagnole (DNE)               | 0       | 0,00  | Nv.   | 0      | en stagnation |
|                        | Vote blanc                                         | 6 707   | 2,03  | 0,56  |        |               |
|                        |                                                    |         |       |       |        |               |
| Suffrages exprimés     | Suffrages exprimés                                 | 331 085 | 98,41 |       |        |               |
| Votes nuls             | Votes nuls                                         | 5 355   | 1,59  |       |        |               |
| Total                  | Total                                              | 336 440 | 100   | -     | 5      | en stagnation |
| Abstention             | Abstention                                         | 151 771 | 31,09 |       |        |               |
| Inscrits/Participation | Inscrits/Participation                             | 488 211 | 68,91 |       |        |               |